# Pollanisus cyanota
Pollanisus cyanota là một loài bướm đêm thuộc họ Zygaenidae. Nó được tìm thấy ở tây nam Queensland, New South Wales và Victoria.
Chiều dài cánh trước là 6-6.5 mm đối với con đực và females. Có hai lứa trưởng thành một năm.
Con trưởng thành có màu lục sẫn im loại với các đốm nhạt.